# ترس سبز

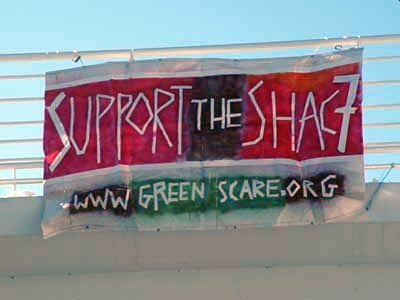
بنری که SHAC 7 و وب‌سایت ترس سبز را حمایت می‌کند.

ترس سبز، اقدام قانونی دولت ایالات متحده علیه جنبش رادیکال زیست‌محیطی است که عمدتاً در دهه ۲۰۰۰ رخ داد. این به دوره ترس سرخ، دوره‌های ترس از نفوذ کمونیسم در جامعه ایالات متحده، شباهت دارد.
این اصطلاح توسط فعالان محیط زیست رواج یافت. گفته می‌شود که این موضوع اولین بار در پی جلسات استماع کنگره در ۱۲ فوریه ۲۰۰۲ با عنوان «تهدید تروریسم زیست‌محیطی» مطرح شد که در آن گروه‌هایی از جمله جبهه آزادی‌بخش زمین (ELF) و جبهه آزادی‌بخش حیوانات (ALF) مورد بحث قرار گرفتند. شماره بهار مجله حمایت از زندانیان «روح آزادی» این اصطلاح را اینگونه تعریف کرد: «تاکتیک‌هایی که دولت ایالات متحده و تمام زیرشاخه‌های آن (اف‌بی‌آی، خدمات درآمد داخلی بی‌ای‌تی‌اف، نیروی ضربت مبارزه با تروریسم، نیروهای ویژه مشترک تروریسم، پلیس محلی، سیستم قضایی) برای حمله به ELF/ALF و به‌ویژه کسانی که علناً از آنها حمایت می‌کنند، استفاده می‌کنند.»
این اصطلاح توسط فعالان برای توصیف مجموعه‌ای از دستگیری‌ها، محکومیت‌ها و کیفرخواست‌های هیئت منصفه علیه عوامل ELF و ALF به اتهامات مربوط به اقدامات تخریب اموال، توطئه، آتش‌سوزی و استفاده از وسایل مخرب استفاده شده است.

## ریشه عبارت

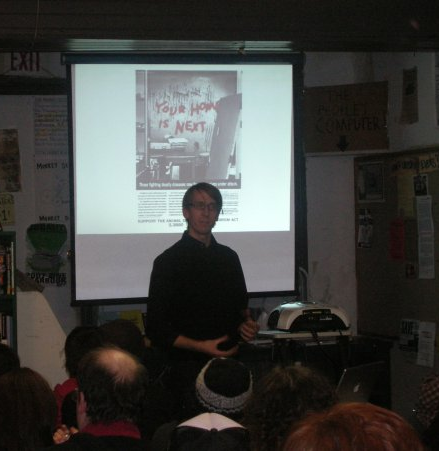
ارائه ویل پاتر در رویداد ترس سبز، انتشارات وودن شو بوکز، فیلادلفیا

ویل پاتر، روزنامه‌نگار، برای اولین بار اصطلاح «ترس از سبز» را در نشریه خود با عنوان «سبز، قرمز جدید است» به کار برد.

## موارد
از سال ۲۰۰۰، دولت ایالات متحده بیش از ۲۰ پرونده مربوط به فعالان محیط زیست را تحت پیگرد قانونی قرار داده است، که لس‌آنجلس سیتی‌بیت ادعا می‌کند «نه‌تنها آزادی بیان، بلکه تخریب اموال با انگیزه‌های زیست‌محیطی - مانند آتش زدن خودروهای هامر یا تجهیزات قطع درختان - را نیز بازتعریف کرده است.» این دستگیری‌ها، کیفرخواست‌ها و محاکمات، که در مجموع توسط فعالان محیط زیست «ترس سبز» نامیده شده‌اند، عبارتند از:

### افراد
راد کورونادو، یک آنارشیست سبز برجسته بومی آمریکایی مرتبط با جبهه آزادی‌بخش حیوانات، که به اتهام سنگین نمایش استفاده از یک وسیله مخرب دستگیر شد. کیفرخواست او به‌طور غیرمستقیم به آتش‌سوزی اول اوت ۲۰۰۳ در سن دیگو مربوط می‌شد که منجر به تخریب یک مجتمع آپارتمانی و خسارتی بالغ بر ۵۰ میلیون دلار شد. کورونادو، که خود را «سخنگوی غیررسمی ELF» توصیف می‌کرد، در سال ۲۰۰۷ محاکمه شد. پس‌از دو روز مشورت، هیئت منصفه همچنان به بن‌بست رسید، بنابراین قاضی اعلام کرد که محاکمه باطل شده است. او متعاقباً به جرم خود اعتراف کرد و یک سال زندان را پذیرفت.
جف «فری» لوئرز، یک وگان‌ارشیست اهل لس‌آنجلس، کالیفرنیا، که به جرم آتش‌افروزی عمدی به تقریباً ده سال زندان محکوم شد. حکم اولیه او بیش از ۲۲ سال بود، اما دادگاه تجدیدنظر اورگان آن را لغو کرد، و دادگاه حوزه قضایی شهرستان لین در فوریه ۲۰۰۸ حکم جدید ۱۰ سال زندان را تعیین کرد، پس‌از آنچه ایندیپندنت آن را «کمپین بین‌المللی برای مجازات مناسب‌تر برای جرمی که در آن شخصی آسیب ندیده است» توصیف کرد. در سال ۲۰۰۰، او در اعتراض به مصرف بیش از حد و گرمایش جهانی، سه خودروی شاسی‌بلند را در نمایندگی شورولت رومانی در یوجین، اورگان به آتش کشید. او در میان برخی از رادیکال‌ها، فعالان ضد زندان و افراد مرتبط با جبهه آزادی‌بخش زمین به یک چهره سرشناس تبدیل شده است، اگرچه لوئرز گفته است که خود را عضو ELF نمی‌داند. قاضی بیلینگز پس‌از صدور حکم مجدد، گفت که انتظار دارد با لوئرز در میان برخی از فعالان به‌عنوان یک «دولتمرد ارشد» رفتار شود و امیدوار است که لوئرز از این نفوذ به شیوه‌ای سازنده استفاده کند. لوئرز اعلام کرد که مشتاقانه منتظر «ترویج کنشگری ازطریق ابزارهای قانونی» است.
کریستوفر مکینتاش، که به جرم آتش زدن یک رستوران مک‌دونالد در سیاتل در ژانویه ۲۰۰۳ به هشت سال زندان محکوم شد. مکینتاش به‌عنوان بخشی از توافق‌نامهٔ اقرار به جرم، به گناه خود اعتراف کرد و در آن دادستانی اعلام کرد که از او بیش از ده سال زندان نخواهد خواست. حامیان این حکم، آن را «برای کسی که ۵۰۰۰ دلار خسارت وارد کرده» بیش از حد دانستند. دادستان‌ها استدلال کردند که «محافظت از مردم» در برابر کسی که هیچ ابراز پشیمانی نمی‌کند، مهم است و گفتند مکینتاش «به جرم خود افتخار می‌کند و اگر فرصتی به او داده شود، دوباره همین کار را انجام خواهد داد.»
پیتر دنیل یانگ و دوستش، جاستین ساموئل، که در سپتامبر ۱۹۹۸ توسط هیئت منصفه عالی فدرال به چهار اتهام «اخاذی ازطریق مداخله در تجارت بین ایالتی» و دو اتهام «تروریسم بنگاه‌های دامی» متهم شدند. آنها بیش از ۸۰۰۰ حیوان را از مزارع مختلف خز در آیووا، داکوتای جنوبی و ویسکانسین آزاد کردند و سوابق پرورش در هر مزرعه را از بین بردند. ساموئل در ۴ سپتامبر ۱۹۹۹ در بلژیک دستگیر و برای محاکمه به ایالات متحده مسترد شد. او موافقت کرد که در ازای کاهش دو سال حبس، با دولت همکاری کند. یانگ در ۲۱ مارس ۲۰۰۵ در سن خوزه، کالیفرنیا به اتهام سرقت از یک فروشگاه محلی استارباکس دستگیر و برای محاکمه به‌خاطر حملات به مزارع خز به ویسکانسین مسترد شد. او به دو سال زندان فدرال، ۳۶۰ ساعت خدمات اجتماعی در یک مؤسسه خیریه، ۲۵۴۰۰۰ دلار غرامت و یک سال آزادی مشروط محکوم شد.

### گروه‌ها
SHAC 7، شش فعال حقوق حیوانات، که به جرم استفاده از وب‌سایت خود برای تحریک تهدید، آزار و اذیت، خرابکاری و حمله علیه شرکت علوم زیستی هانتینگدون و شرکای تجاری آنها مجرم شناخته شدند. در ابتدا هفت نفر متهم شدند که باعث شد هواداران، متهمان را SHAC 7 توصیف کنند، اما پرونده علیه یکی از متهمان مختومه اعلام شد. پملین فردین، رئیس فعلی SHAC USA، به هیئت منصفه گفت: «اینکه دولت بگوید نمی‌توانید این را بگویید و نمی‌توانید آن را بگویید، در مسیر بسیار ترسناکی به سمت فاشیسم قرار دارد.» بااین‌حال، دفتر دادستانی ایالات متحده محکومین را «اراذل و اوباشی توصیف کرد که بسیار فراتر از آزادی بیان و اعتراض قانونی رفته و به ارعاب، آزار و اذیت و خشونت دامن زده‌اند.» قاضی این افراد را در مجموع به ۲۴ سال زندان محکوم کرد و دستور داد مبلغ ۱٬۰۰۰٬۰۰۱٫۰۰ دلار غرامت مشترک بپردازند.
عملیات بک‌فایر، یک تحقیق جنایی چندسازمانی در مورد اقدامات مخرب به نام حقوق حیوانات و اهداف زیست‌محیطی در ایالات متحده، که منجر به دستگیری هفت نفر در ۷ دسامبر ۲۰۰۵ شد. حداقل شش نفر برای شهادت در برابر هیئت منصفه عالی احضار شدند. سه نفر از افرادی که احضاریه دریافت کرده بودند، در نهایت در ۲۰ ژانویه ۲۰۰۶، در یک کیفرخواست ۸۴ صفحه‌ای با ۶۵ فقره اتهام، محاکمه شدند. کیفرخواست جدید، ۱۱ نفر را به توطئه برای ارتکاب ۱۸ اقدام آتش‌سوزی و خرابکاری در یک دوره ۵ ساله در چندین ایالت متهم کرد. برخی از اتهامات مربوط به حمله آتش‌سوزی عمدی در پیست اسکی ویل در کلرادو در سال ۱۹۹۸ و خرابکاری در یک خط برق در نزدیکی بند، اورگان، در سال ۱۹۹۹ است. اف‌بی‌آی این جنایات را تروریسم داخلی و ELF را تهدید اصلی تروریسم داخلی کشور دانست.

## واکنش

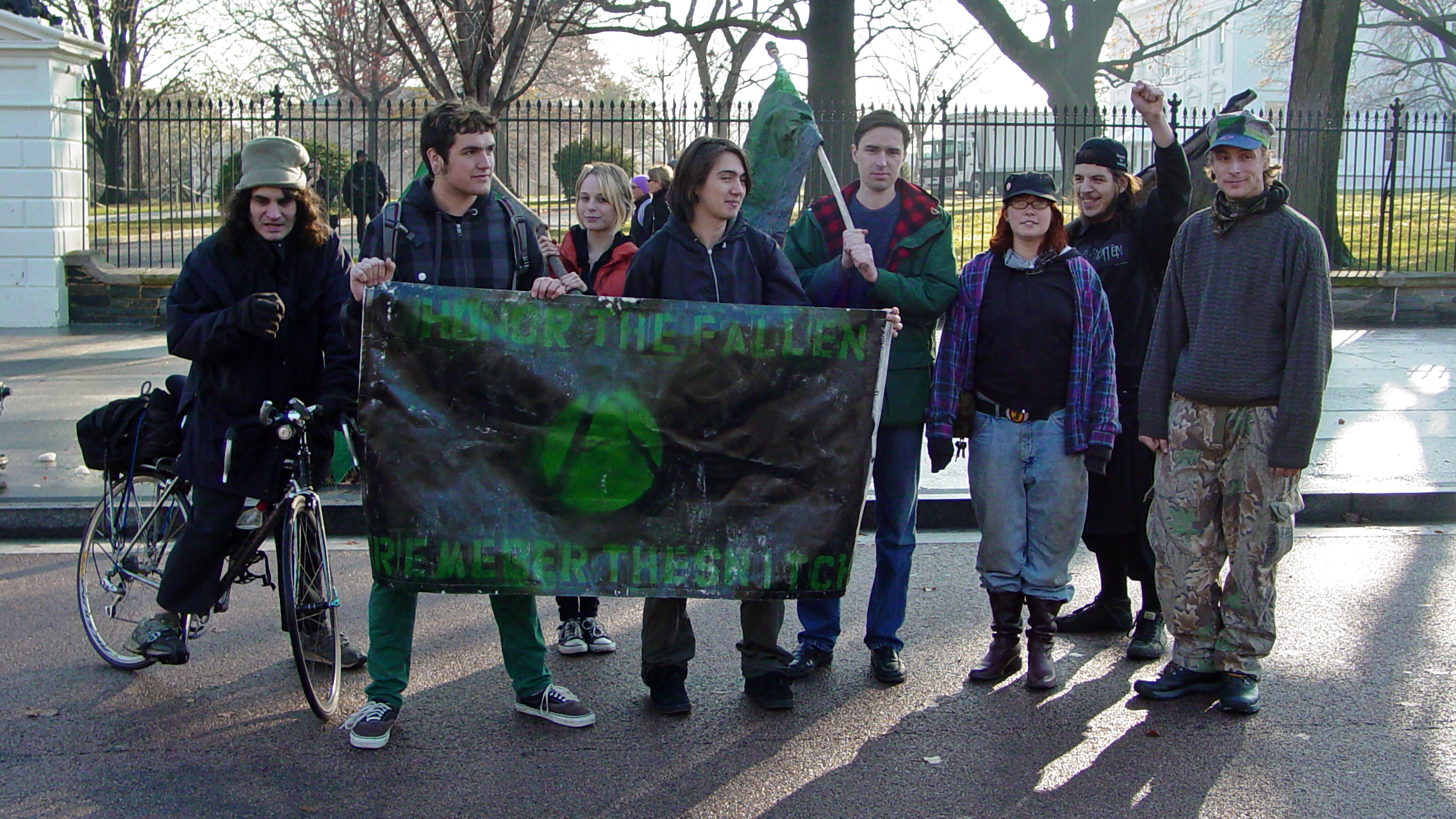
چند معترض علیه ترس سبز در آمریکا

کریستین ساینس مانیتور گزارش می‌دهد که کیفرخواست‌های مربوط به عملیات بک‌فایر، نگرانی فعالان را برانگیخته است مبنی‌بر اینکه مقامات «از راز فوق سری ALF و ELF پرده برداشته‌اند». سازمان‌های رسانه جایگزین این دستگیری‌ها را محکوم کرده‌اند و برخی آنها را «ساحره‌گیری» نامیده‌اند که «با هدف اخلال و بی‌اعتبار کردن جنبش‌های سیاسی» انجام می‌شود. فعالان، با تلمیح به ترس سرخ، ادعا می‌کنند که این عملیات‌ها «ماجراجویی‌های پنهانی» هستند که «در بحبوحه مک‌کارتیسم ۱۱ سپتامبر» انجام شده‌اند. اف‌بی‌آی این ادعاها را رد کرد و رابرت مولر، مدیر سابق، در سال ۲۰۰۶ اظهار داشت که این آژانس «فقط زمانی که سخنان تند از خط قرمز عبور کرده و به خشونت و فعالیت مجرمانه منجر شود» اقدام می‌کند.